# Catantaquck
Catantaquck, drevno mohegansko selo, indijanskog plemena iz konfederacije Mahican. Nalazilo se u blizini izvora rijeke Pachaug, Conn.